# Штадлер, Симон
Симон Штадлер (нем. Simon Stadler; род. 20 июля 1983, Гейдельберг, ФРГ) — немецкий профессиональный теннисист.

## Спортивная карьера
В юниорском теннисе достигал в рейтинге максимально 8-ю в одиночном и 14-ю позиции в парном разряде. Профессиональную карьеру начал в 2002 году. В 2005 году выигрывает первые турниры в одиночном разряде из серии «фьючерс». В 2006 дебютировал на турнире серии Большого шлема Уимблдонском турнире, где проиграл в первом раунде Давиду Ферреру 1-6, 4-6, 4-6. В 2007 году пробился в основную сетку турнира в Халле и дошёл там до второго раунда. Такого же результата добивается на турнире в Бангкоке. В 2008 году, пробившись через три раунда квалификации на Уимблдонский турнир смог дойти до третьего раунда. Он смог обыграть Иво Карловича 4-6, 7-6(4), 6-3, 7-5 и Томаса Беллуччи 3-6, 6-3, 6-1, 6-7(5), 8-6. Как и год назад в сентябре 2008 года вышел во второй раунд турнира в Бангкоке, где сыграл Новаком Джоковичем и проиграл ему 1-6, 3-6. Также до второго раунда добрался на турнире в Токио. В 2011 году прошёл в основную сетку Открытого чемпионата Австралии, но уступил в первом раунде Жилю Мюллеру 3-6, 6-7(5), 4-6.
В 2013 году пришли первые успехи на турнирах ATP-тура в парном разряде. Выступая совместно с американским теннисистом Николасом Монро, трижды дошёл до финала турниров ATP. На турнирах в Буэнос-Айресе и Умаге им не удалось завоевать титул. Первый успех пришёл к ним на турнире Бостаде, где они завоевали дебютный титул на турнирах ATP.

## Выступления на турнирах ATP
| Легенда                        |
| ------------------------------ |
| Турниры Большого шлема         |
| Кубок Мастерс / финал АТР-тура |
| ATP Мастерс / ATP Мастерс 1000 |
| АТР Gold / АТР 500             |
| АТР International/ АТР 250     |

### Титулы ATP за карьеру (1)

#### Парный разряд (1)
| №  | Дата        | Турнир | Покрытие | Партнёр       | Соперники в финале          | Счёт в финале    |
| -- | ----------- | ------ | -------- | ------------- | --------------------------- | ---------------- |
| 1. | 14 июл 2013 | Бостад | Грунт    | Николас Монро | Карлос Берлок Альберт Рамос | 6-2, 3-6, [10-3] |

### Поражения в финалах (2)

#### Парный разряд (2)
| №  | Дата        | Турнир       | Покрытие | Партнёр       | Соперники в финале           | Счёт в финале    |
| -- | ----------- | ------------ | -------- | ------------- | ---------------------------- | ---------------- |
| 1. | 24 фев 2013 | Буэнос-Айрес | Грунт    | Николас Монро | Симоне Болелли Фабио Фоньини | 3-6, 2-6         |
| 2. | 28 июл 2013 | Умаг         | Грунт    | Николас Монро | Мартин Клижан Давид Марреро  | 1-6, 7-5, [7-10] |